# مارينمونستر
مارين‌مونستر (بالألمانية: Marienmünster) هي بلدة ألمانية تقع في ألمانيا في هوكستر.[بحاجة لمصدر]  يقدر عدد سكانها بـ 5,396 نسمة .

## المدن التوأمة
مدينة شونهفالدة هي مدينة توأمة لـمارين‌مونستر.